# Molly Go Get 'Em
Molly Go Get 'Em è un film muto del 1918 diretto da Lloyd Ingraham e sceneggiato da Beatrice Van. Prodotto dalla American Film Company, aveva come interpreti Margarita Fischer, Jack Mower, Hal Clements, Margaret Allen, David Howard, True Boardman.

## Trama
Molly, una delle due figlie degli Allison, non può ancora debuttare in società perché sua sorella Julia, la maggiore, non è ancora sposata. Il che non impedisce a Molly di partecipare comunque alle feste e ai balli e a mettersi nei guai. Uno dei corteggiatori di Julia è il sedicente conte Renaud, un cacciatore di dote che in realtà fa il cuoco e il cui scopo è quello di mettere le mani sopra il patrimonio degli Allison. La verve e il fascino di Molly, però, lo conquistano e lui trascura Julia per lei.

Molly, invece, preferendogli il proprio ragazzo, Billy Wilcox, cerca di scrollarselo di dosso raccontandogli di essere la figlia di una squaw indiana e di vivere presso gli Allison solamente per merito della bontà d'animo del capofamiglia. Una sera, la ragazza sorprende il "conte" e un suo complice, Gordon Gilbert, nell'atto di rubare il prezioso vezzo di perle che appartiene a Julia: insieme a Billy, consegna i due lestofanti alla polizia. Poi, i due innamorati scappano insieme in automobile per andare finalmente a sposarsi.

## Produzione
Il film fu prodotto dalla American Film Company.

## Distribuzione
Distribuito dalla Mutual Star Productions (Mutual Film), il film uscì nelle sale statunitensi il 7 gennaio 1918.
Non si conoscono copie ancora esistenti della pellicola che viene considerata presumibilmente perduta.